# トーマス・トランストロンメル
トーマス・トランストロンメル（トンマス・イェスタ・トラーンストレメル、Tomas Gösta Tranströmer [ˌtʊmːas ˈjœsˈta ˈtɹɑːnstɹœməɹ], 1931年4月15日 - 2015年3月26日）は、スウェーデンの詩人。ストックホルム生まれ。
戦後のスウェーデンを代表する詩人で、短い自由詩のなかに神秘的世界をイメージ豊かに描く詩人として知られる。音楽性も豊かで自然描写に優れ、独創的なメタファーを駆使することから「隠喩の巨匠」と呼ばれる。作品は60以上の言語に翻訳されている。来日経験はないものの、日本の俳句にも深い造詣を持つ。
2011年ノーベル文学賞受賞。

## 来歴
ジャーナリストの父と教師の母の間に生まれる。1956年にストックホルム大学を卒業、臨床心理学者として非行少年や薬物中毒者のための更生施設などで働いた。
1990年には脳卒中で倒れ、言語障害と右半身不随を患うが、闘病のかたわら詩作を続けた。同年ノイシュタット国際文学賞受賞。 2003年にはストルガ詩の夕べで金冠賞を受賞した。
2015年3月26日死去。83歳没。

## 主要作品
- 17編の詩（17 dikter 1954年）
- 路上の秘密（Hemligheter på vägen 1958年）
- 半ば出来上がりの天国（Den halvfärdiga himlen 1962年）
- 闇の視界（Mörkerseende 1970年）
- 小径（Stigar 1973年）
- バルト海（Östersjöar 1974年）
- 真実の砦（Sanningsbarriären 1978年）
- 荒れた広場（Det vilda torget 1983年）
- 生きる者と死者のために（För levande och döda 1988年）
- 悲しみのゴンドラ（Sorgegondolen 1996年）
- 収監所（Fängelse 2001年）
- 大きな謎かけ（Den stora gåtan 2004年）

## 日本語訳
- 『悲しみのゴンドラ』（エイコ・デューク訳、思潮社、1999年）